# Vendrá la muerte y tendrá tus ojos
Vendrá la muerte y tendrá tus ojos (en italiano: Verrà la morte e avrà i tuoi occhi) es un poema de Cesare Pavese publicado póstumamente en 1951 en la colección homónima, tras el suicidio del autor. El texto se centra en el desengaño amoroso sufrido con la actriz estadounidense Constance Dowling y constituye una etapa importante en la actividad poética de Pavese, tras los versos de Lavorare stanca de 1936. 
La colección incluye diez poemas (ocho en italiano y dos en inglés), todos escritos entre el 11 de marzo y el 10 de abril de 1950 en Turín y todos inéditos, encontrados fortuitamente entre los papeles del poeta después de su muerte, en duplicado, por orden de publicación, en su mesa de despacho en la editorial Einaudi.  La colección publicada por el editor Giulio Einaudi en 1951 incluyó también los versos pertenecientes al grupo "La terra e la morte", compuestos en 1945 en Roma y publicados anteriormente, en 1947, en la revista Le tre Venezie.
La mujer, cuya lírica se produce a través de las metáforas de los grandes temas del autor como la tierra, la viña, el viento, la vida y la muerte, es el motivo de la obra y "no es más y sólo el término de comparación de la realidad simbólica, pero es realidad, esperanza y desesperación.” 
Después del romance con Constance Dowling, Pavese escribió en su diario:  "No se mata por amor a una mujer, sino porque el amor -cualquier amor- nos revela en nuestra desnudez, en nuestra miseria, en nuestra vulnerabilidad, en nuestra nada."  Alan Williamson dice al respecto: "Se podría discutir eternamente si el sentido de una existencia ontológica fundamental la carencia era la fuerza impulsora en la vida de Pavese, y sus fracasos eróticos simplemente la alimentaron; o si su convicción de no ser amado ni digno de ser amado era lo más esencial. Los dos se alimentaron mutuamente, en un círculo interminable." 

## Contexto
Pavese conoció a Constance Dowling y a su hermana Doris a principios de los años 1949/1950. El romance alcanzó su punto máximo en marzo de 1950, cuando pasó varios días con Constance en Cervinia y luego en Turín. Llamó a este interludio de diez días, "Le notti di Cervinia, le notti di Torino". La noche antes de que Constance dejara Torino, Pavese le regaló tres de sus novelas publicadas, cada una de ellas con una dedicatoria en inglés y fechada "Torino, 15-3-50" y firmada "de Cesare". Paesi tuoi: “To Connie, glowing laughter”. Il compagno: “To Connie, Alone like many of us”. Prima che il gallo canti: “To Connie, who understands.” “Glowing laughter” en la inscripción en Paesi Tuoi es una cita directa de uno de los pocos poemas  que Pavese escribió en inglés. Lo inscribió cuando todavía estaban en Cervinia y lo tituló, en inglés, To C. from C. 

Carissima, non sono più in animo di scrivere poesie. Le poesie sono venute con te e se ne vanno con te. Questa l’ho scritta qualche pomeriggio fa, durante le lunghe ore all’Hotel in cui aspettavo, esitando, di chiamarti. Perdonane la tristezza, ma con te ero anche triste. Vedi, ho cominciato con una poesia in inglese e finisco con un’altra. C’è in esse tutta l’ampiezza di quel che ho sperimentato in questo mese: l’orrore e la meraviglia. Carissima, non avercela a male se sto sempre parlando di sentimenti che tu non puoi condividere. Almeno puoi capirli. Voglio che tu sappia che ti ringrazio di tutto cuore. I pochi giorni di meraviglia che ho strappato dalla tua vita erano quasi troppo per me – bene, sono passati, ora comincia l’orrore, il nudo orrore e io sono pronto a questo. La porta della prigione è tornata a chiudersi di schianto […] Non è stato meraviglioso viso di primavera, io di te amavo tutto, non solo la tua bellezza, il che è abbastanza facile, ma anche la tua bruttezza, i tuoi momenti brutti, la tua tache noire, il tuo viso chiuso. E pure ti compiango. Non dimenticarlo.” 
Querida, ya no tengo ganas de escribir poesía. Los poemas vinieron contigo y se van contigo. Escribí esto hace unas tardes, durante las largas horas en el hotel donde esperé, vacilante, para llamarte. Perdona mi tristeza, pero contigo también estuve triste. Verás, comencé con un poema en inglés y termino con otro. En ellos está toda la amplitud de lo que he experimentado este mes: el horror y el asombro. Querida, no te enojes si siempre hablo de sentimientos que no puedes compartir. Al menos puedes entenderlos. Quiero que sepas que te lo agradezco desde el fondo de mi corazón. Los pocos días de asombro que le arrebaté a tu vida fueron casi demasiado para mí; bueno, ya terminaron, ahora comienza el horror, el horror desnudo y estoy listo para ello. La puerta de la prisión se cerró de nuevo de golpe […] ¿No era una cara maravillosa de primavera? Me encantaba todo de ti, no sólo tu belleza, que es bastante fácil, sino también tu fealdad, tus malos momentos, tu mancha negra, tu cara cerrada. Y también te compadezco. No lo olvides."

## El poema
Verrà la morte e avrà i tuoi occhi –

questa morte che ci accompagna

dal mattino alla sera, insonne,

sorda, come un vecchio rimorso

o un vizio assurdo. I tuoi occhi

saranno una vana parola,

un grido taciuto, un silenzio.

Così li vedi ogni mattina

quando su te sola ti pieghi

nello specchio. O cara speranza,

quel giorno sapremo anche noi

che sei la vita e sei il nulla.

Per tutti la morte ha uno sguardo.

Verrà la morte e avrà i tuoi occhi.

Sarà come smettere un vizio,

come vedere nello specchio

riemergere un viso morto,

come ascoltare un labbro chiuso.

Scenderemo nel gorgo muti.
1  Vendrá la muerte y tendrá tus ojos –

2  esta muerte que nos acompaña

3  de la mañana a la noche, insomne,

4  sorda, como un viejo remordimiento

5  o un vicio absurdo. Tus ojos

6  serán una vana palabra,

7  un callado grito, un silencio.

8  Así los ves cada mañana

9  cuando sola te inclinas

10 ante el espejo. Oh querida esperanza,

11 ese día también nosotros sabremos

12 que eres la vida y eres la nada.

13 Para todos la muerte tiene una mirada.

14 Vendrá la muerte y tendrá tus ojos.

15 Será como dejar un vicio,

16 como ver aparecer en el espejo

17 un rostro muerto,

18 como escuchar un labio cerrado.

19 Descenderemos al abismo mudos.

## Análisis
El poema está compuesto por dos estrofas libres de diecinueve versos. que presentan diversas figuras retóricas. La primera estrofa abarca los versos 1 a 12. 

### Figuras retóricas
- Anáforas: el verso 14 repite íntegramente el primero.
- Antítesis: “eres la vida y eres la nada” (v. 12).
- Apóstrofe: "oh querida esperanza" (v. 10).
- Clímax: "palabra vana, "grito callado", "silencio" (versos 6-7). De hecho el clímax es un descenso de la palabra al silencio, conectable con el descenso al abismo. Unos días antes de su muerte, el 21 de agosto de 1951, Pavese escribió en El oficio de vivir: “No palabras. Un gesto. No escribiré más". [9]
- Encabalgamiento: es frecuente en la primera estrofa (versos 2-3; versos 4-5; versos 5-6), que puntúa y segmenta las afirmaciones desilusionadas del yo poético.
- Hipálage: "insomnio" (v. 3) (la muerte no es insomne, sino insomnio).
- Metáforas: "querida esperanza" (v. 10), "Descenderemos al abismo" (v. 19).
- Oxímoron: "grito callado" (v. 7), "escuchar un labio cerrado" (v. 18)
- Personificación: La muerte está “vendrá” y “tendrá tus ojos” (v. 1 y v. 14).
- Quiasmo: "vana palabra" y "callado grito" (versos 6-7) se expresan juntos para formar un quiasmo adjetivo-sustantivo.
- Repetición:  entre la primera y la segunda estrofa retornan algunas palabras (entre ellas "ojos", "espejo", "vicio"); los versos 6 y 16 se abren con una variatio ("serán"-"será"). La repetición del primer verso crea un efecto rítmico oscuro y bloqueado. La muerte se plantea como un vicio y su abandono (versos 5 y 15).
- Símiles: "como un viejo remordimiento" (v. 4), "como ver" (v. 16), "como escuchar" (v. 18). [8][10][11]

## Interpretación
El amor y la muerte son dos constantes en el pensamiento y en la obra de Pavese. En una página del Mestiere di vivere (La profesión de vivir) del 13 de mayo de 1950, Pavese señala: "Después de todo, no he captado esta extraordinaria aventura, esta cosa inesperada y fascinante, para volver a arrojarme a mis viejos pensamientos, a mi antigua tentación: tener ¿Una excusa para pensar de nuevo...? El amor y la muerte son un arquetipo ancestral” Ya su antecesor Leopardi se había pronunciado de forma semejante: "Due cose belle ha il mondo: Amore e morte." Se han planteado también comparaciones entre el poema A Silvia de Leopardi y Verrà la morte e avrà i tuoi occhi:

A Silvia (versos 49-55)

Anche peria fra poco

La speranza mia dolce: agli anni miei

Anche negaro i fati

La giovanezza. Ahi come,

Come passata sei,

Cara compagna dell’età mia nova,

Mia lacrimata speme!

[También perecerá pronto.

Mi dulce esperanza: a mis años.

Yo también niego los destinos

Juventud. Oh, cómo,

Como has pasado,

Querido compañero de mi nueva era,

¡Mi esperanza llorosa!]
Verrà la morte e avrà i tuoi occhi (versos 10-13)

O cara speranza,

quel giorno sapremo anche noi

che sei la vita e sei il nulla.

[Oh querida esperanza,

ese día también nosotros sabremos

que eres la vida y eres la nada.] 

Para el poeta, la muerte tiene ojos de mujer: en esa mirada, que fusiona el amor con la muerte, se anula toda posibilidad de comunicación (vana palabra), como una profecía inexpresada (callado grito) de la vida destinada al silencio. Como la vida está ligada a la muerte, incluso la esperanza, que le da sentido, es una vana ilusión (eres la vida y eres la nada). En Pavese, como en Leopardi, la mujer se identifica con la muerte: es vida pero también una imagen obsesiva de destrucción. A través de una coincidencia de los opuestos, sus ojos son al mismo tiempo la querida esperanza y la muerte inevitable. El último verso "Descenderemos al abismo mudos" es, consecuentemente, la premonición de una muerte silenciosa, que se encuentra también en otro de los poemas de la colección: Last blues, to be read some day.  
El crítico literario Alan Williamson considera que Pavese pertenece a la una larga línea de poetas italianos, Cavalcanti, Dante, Petrarca, Montale, poseídos la aflicción del amor cortés: poetas para quienes el libro del mundo se vuelve legible en presencia de una mujer, de modo que su ausencia es una especie de muerte. 
El vicio absurdo (Il vizio assurdo) es decir el suicidio, la sombra amenazadora de la muerte, que persiguió a Pavese en forma de depresión, se plantea con un tono lírico esencial en el quinto verso del poema. Il vizio assurdo, de hecho, el título de la biografía de Pavese escrita unos años más tarde por su amigo escritor Davide Lajolo, que alcanzó un gran éxito de público en los años 1970, gracias a la interpretación en escena, y luego en televisión, del actor Luigi Vannucchi, que, al final de un proceso de identificación con el escritor, se suicidó también en 1978, tras finalizar la grabación televisiva del drama de Lajolo. El tema del suicidio es recurrente en Pavese, quien ya el 1 de enero de 1946 escribió: "Quemado cuatro mujeres, impreso un libro, escritas buenas poesías, descubierta una nueva forma que sintetiza muchos filones (el diálogo de Circe). ¿Eres feliz? Sí, eres feliz. Tienes fuerzas, tienes el genio, tienes cosas que hacer. Estás solo. Dos veces has estado al borde del suicidio este año. Todos te admiran, te obsequian, te bailan el agua. ¿Y qué? No has luchado nunca, recuérdalo. Nunca lucharás nunca. ¿Cuentas algo para alguien?” 
“Su desesperación no era la vanidad de vivir, sino la de no poder alcanzar la plenitud de vida que deseaba”, dijo su amigo Italo Calvino. 

## Adaptaciones
- Claudio Lolli, Verrà la morte e avrà i tuoi occhi, contenido en el álbum Nove pezzi facili, 1992. [21]
- Carlo Deri, Due liriche di Pavese per canto e pianoforte – I Verrà la morte e avrà i tuoi occhi; II Hai viso di pietra scolpita [da La terra e la morte] – (1985); primera ejecución: Florencia, Sala del Conservatorio “L. Cherubini”, 1985; primera ejecución en forma sinfónica: Lucca, Santa Maria dei Servi, 2009. [22]